# DC Um Milhão
DC Um Milhão (DC One Million) foi um evento crossover de história em quadrinhos publicado pela DC Comics em 1997. Este apresentou uma visão do Universo DC no século DCCCLIII (853), escolhido pois é o século em que, assumindo-se que será mantida a publicação regular, a DC Comics irá publicar sua primeira edição "um milhão" de algum de seus títulos mensais. A minissérie foi escrita por Grant Morrison e desenhada por Val Semeiks.

## Organização
O núcleo do evento foi uma minissérie em quatro edições, na qual a Liga da Justiça da América do século XX e a Legião da Justiça A cooperaram para acabar com um plano do supervilão Vandal Savage (que, sendo praticamente imortal, existe em ambos os séculos bem como em todos os séculos entre eles) e o futuro inimigo do Superman Solaris, o sol vivo. Todas as séries publicadas pela DC também colocaram uma edição única numerada "um milhão", que mostrava o envolvimento dos personagens na trama central ou mostrava o que seus descendentes/sucessores estavam fazendo no século DCCCLIII.